# Aspronisi (ö i Sporaderna)
Aspronisi är en mindre, obebodd ö i Grekland. Den ligger strax öster om Skiathos, i ögruppen Sporaderna och regionen Thessalien, i den östra delen av landet, 130 km norr om huvudstaden Aten. Arean är 0,28 kvadratkilometer.